# Đàm Thận Huy
Đàm Thận Huy (譚愼徽, 1463 - 1526), hiệu Mặc Trai (默齋), là một chính trị gia và nhà thơ thời Lê sơ trong lịch sử Việt Nam. Ông làm quan trải các đời vua Lê Thánh Tông (8 năm), Lê Hiến Tông (6 năm), Lê Túc Tông, Lê Uy Mục (5 năm), Lê Tương Dực (7 năm), Lê Chiêu Tông (5 năm). Về thơ văn, ông là thành viên của Hội Tao Đàn do Lê Thánh Tông là Nguyên súy.
Những năm cuối đời, ông giúp Lê Chiêu Tông tập hợp nghĩa binh chống lại Mạc Đăng Dung, sau tuẫn tiết mà mất.

## Sự nghiệp
Đàm Thận Huy sinh năm Nhâm Ngọ, niên hiệu Quang Thuận thứ 3 (1462), người làng Ông Mặc (còn gọi là Hương Mặc hay làng Me), huyện Từ Sơn, nay thuộc phường Hương Mạc, thành phố Từ Sơn, tỉnh Bắc Ninh. Năm 28 tuổi, ông thi đỗ Đệ tam giáp Đồng tiến sĩ suất thân năm 1490 đời Lê Thánh Tông, tên ông xếp thứ 17 trong danh sách.
Khi vào thi Điện, Lê Thánh Tông thân ra đề văn sách, Binh bộ Thượng thư Trịnh Công Đán và Hình bộ thượng thư Lê Năng Nhượng làm đề điệu, Ngự sử đài Phó đô Ngự sử Quách Hữu Nghiêm làm giám thí, Đông các Đại học sĩ Thân Nhân Trung và Lại bộ Thượng thư Nguyễn Bá Ký làm độc quyển. Những người đỗ khoa này, sau tham gia Hội Tao Đàn gồm có: Ngô Hoán, Lưu Thư Ngạn, Dương Trực Nguyên, Lưu Dịch, Phạm Đạo Phú. Năm Hồng Đức thứ 25 (1494), Đàm Thận Huy được tham gia Hội Tao Đàn, xếp thứ 26 trong số 28 hội viên.
Từ khoảng thời Cảnh Thống (Lê Hiến Tông) đến đời Đoan Khánh (Lê Uy Mục), Đàm Thận Huy có một thời gian làm quan ở dưới huyện.
Tháng 12 năm Kỷ Tỵ, niên hiệu Đoan Khánh thứ 5 (1509), nội bộ triều đình nhà Lê lục đục. Lê Tương Dực khởi nghĩa giết Lê Uy Mục, rồi tự lên làm vua, lấy niên hiệu là Hồng Thuận.
Tháng giêng năm Canh Ngọ, niên hiệu Hồng Thuận thứ 1 (1510), Lê Tương Dực ban công những người ứng nghĩa, phong tước công cho bảy người, tước hầu cho hai người. Đàm Thận Huy vì có công ứng nghĩa trong nên được thăng Hình bộ thượng thư kiêm Hàn lâm viện thị độc, Chưởng Hàn lâm viện sự.
Tháng hai năm ấy, Đàm Thận Huy được cử làm chánh sứ sang nhà Minh trình bày sự việc Tương Dực phế truất Uy Mục và cầu phong. Cùng đi có Đông các hiệu thư Nguyễn Thái, Đô cấp sự trung Lê Thừa Hưu, Thông sự Nguyễn Phong,... Sau khi đi sứ trở về, tháng 5 năm Tân Mùi, niên hiệu Hồng Thuận thứ 3 (1511), Đàm Thận Huy được thăng Lại bộ thượng thư, kiêm coi Chiêu văn quán, Tú lâm cục. 
Kỳ thi Đình tháng 2 năm Giáp Tuất, niên hiệu Hồng Thuận thứ 6 (1514), Đàm Thận Huy được cử trông coi việc thi.
Tháng 4 năm Bính Tý, Quang Thiệu nguyên niên (1516), triều đình nhà Lê lại lục đục. Ở ngoài, bọn Trần Cảo nổi lên, tiến sát kinh thành Thăng Long. Bên trong, Trịnh Duy sản giết Lê Tương Dực, lập Lê Chiêu Tông lên làm vua, lấy niên hiệu Quang Thiệu. Quang Thiệu vẫn tin dùng Đàm Thận Huy và cử giữ chức Lễ bộ thượng thư. 
Tháng 10, năm Mậu Dần, niên hiệu Quang Thiệu thứ 3 (1518), Lê Chiêu Tông chính thức lấy Đàm Thận Huy làm Thiếu bảo Lễ bộ thượng thư nhập thị kinh diên, tước Lâm Xuyên Bá. Lúc này Đàm Thận huy đã 56 tuổi. Nhà Lê ngày càng suy vi, sắp đến ngày sụp đổ. Các cuộc khởi nghĩa nổi lên khắp nơi. Trong triều, Mạc Đăng Dung ngày càng lấn quyền vua.
Cuối tháng 7 năm Nhâm Ngọ, niên hiệu Quang Thiệu thứ 7 (1522), Lê Chiêu Tông bỏ kinh thành Thăng Long chạy ra Sơn Tây, Mạc Đăng Dung lập Lê Cung Hoàng lên làm vua, dùng chiêu bài này đánh Lê Chiêu Tông. Ngày 16 tháng 8 năm ấy, Đàm Thận Huy nhận huyết chiếu lui về Bắc Giang mộ binh khởi nghĩa (cùng đi có học trò là Thám hoa Nguyễn Hữu Nghiêm và một số văn thần, võ tướng khác), đóng quân ở bờ sông Ninh Kiều. Sau bị Mạc Đăng Dung phá, phải rút về đóng ở Thọ Thành huyện Yên Thế. Đăng Dung thường sai sứ đến dụ dỗ, khuyên ra đầu hàng sẽ cho quan chức. Ông nói: "Bề tôi trung không thờ hai vua, liệt nữ không lấy hai chồng. Hãy về nói với chủ các ngươi rằng: Chí ta đã định, chớ có nhiều lời!" 
Song tình thế không thể cứu vãn, Lê Chiêu Tông bị bắt, quân ứng nghĩa bị Mạc Đăng Dung đánh cho tan tác. Hà Phi Chuẩn bị bắt đưa về kinh, thắt cổ chết. Nghiêm Bá Ký, Nguyễn Xí đi trốn, rồi chết ở châu Văn Uyên, trấn Lạng Sơn. Đàm Thận Huy gửi thư cho gia đình rằng: "Con người ta sinh ra trong khoảng trời đất, lấy trung, hiếu làm vinh, chăm lo đến tước trời thì tước người sẽ đến. Các con nên theo lời dạy của thánh hiền: phải biết thế nào là trung, thế nào là hiếu. Sau khi ta chết, hãy thận trọng, chớ có theo Nguỵ triều, nhận chức tước của Nguỵ triều, được thế thì ý nguyện của ta cũng thoả vậy." 
Ngày 3 tháng 8 năm Bính Tuất (1526), ban đêm, ông cùng với những người ứng nghĩa, nhìn về Lam Sơn xa xăm, vừa lạy vừa khóc, rồi uống thuốc độc tự vẫn. Phu nhân ông là Nghiêm Thị Hiệu (em gái bạn đồng khoa là Hoàng giáp Nghiêm Ích Khiêm, người làng Quan Độ, ngay cạnh làng Me) và hai người con gái út của ông cũng tuẫn tiết ở vùng Yên Thế Thượng, Bắc Giang.
Đời sau có thơ vịnh rằng:
| 學問家庭相相科 烏臺斗坐帝恩多 竭誠報國吾能事 天意難回可奈何 | Học vấn gia đình tướng tướng khoa, Ô đài Đẩu toạ đế ân đa. Kiệt thành báo quốc ngô năng sự, Thiên ý nan hồi khả nại hà! | Một gia đình học vấn, kiêm cả tướng võ, tướng văn, Được ở đài Ô toà Đẩu ơn vua nhiều lắm. Dốc hết lòng thành báo thù cho nước, ta có thể làm, Nhưng ý trời khó đổi thay, biết làm sao được! |

Năm 1527, Mạc Đặng Dung đoạt hẳn ngôi nhà Lê, xem ông là người trọng nghĩa nên đã cho rước hài cốt ông về an táng ở làng và ban sắc, phong tước hầu cho ông. Tương truyền, khi sắc ấy rước về đến chợ Dầu thì bỗng bùng cháy mất. Mọi người kinh sợ cho là hồn ông linh thiêng, không thèm nhận sắc phong của Nguỵ Mạc.
Năm Bính Ngọ (1666), triều vua Lê Huyền Tông đời Lê Trung Hưng, theo lời tâu của Tham tụng Phạm Công Trứ, triều đình tuyên dương 13 công thần tiết nghĩa đời Chiêu Tông, trong đó đã nêu rõ khí tiết và công của ông, phong ông là Tiết nghĩa Đại Vương, ban thuỵ là Trung Hiến. Triều đình còn xếp ông vào hàng kiệt tiết, dực vận tán trị công thần, đặc tiến kim tử vinh lộc đại phu, tước phong Thiếu bảo, Lâm xuyên hầu, được gia tặng: "Tráng tiết đôn nghĩa minh di trợ hoá quang ý trắc vĩ dực bảo trung hưng thượng đẳng thần" và cho dân lập đền thờ ở làng Hương Mạc, đặt tên là "Tiết nghĩa từ", lệnh cho quan huyện hàng năm, mùa xuân, mùa thu phải đến tế. Từ đó, trải các triều đều có sắc phong tặng.

## Tác phẩm
Đàm Thận Huy nổi tiếng là hay thơ, sánh ngang với Thân Nhân Trung và Đỗ Nhuận. Người đương thời thường suy tôn: Ông Mặc chi Đàm (họ Đàm ở Ông Mặc).
Thiên Tùng đàm trong sách Kiến văn tiểu lục của Lê Quý Đôn có kể lại câu chuyện rằng: 
Một hôm, sau khi giảng học xong thì trời đổ mưa rất to, thầy trò không thể nào về được. Thấy vậy, thầy Đàm Thận Huy bèn ra câu đối rằng: "Vũ vô cương toả năng lưu khách" (雨無韁鎖能留客; Mưa không phải là xiềng, khoá mà giữ được khách lại). Người học trò cùng làng là Nguyễn Giản Thanh xin đối lại rằng: "Sắc bất ba đào dị nịch nhân" (色不波濤易溺人; Sắc đẹp không phải là sóng nước mà dễ dìm người). Người học trò khác là Nguyễn Chiêu Huấn người xã Yên Phụ, huyện Yên Phong thì đối lại là "Nguyệt hữu loan cung bất xạ nhân" (月有彎弓不射人; Trăng có cánh cung nhưng không bắn người). Một người học trò khác thì đối: "Phẩn bất uy quyền dị sử nhân" (糞不威權易使人; Phân chẳng có uy quyền mà dễ sai khiến người). Ông cho rằng Giản Thanh sau sẽ là người phóng đãng, Chiêu Huấn là người có lòng nhân đức và tất nhiên là hai người đều thành danh. Còn học trò kia về sau sẽ trở thành kẻ hào phú nhưng bỉ ổi. Sau, Giản Thanh đỗ Trạng nguyên, Chiêu Huấn đỗ Bảng Nhãn, người kia chỉ làm đến chức Phó Hiến, tính hạnh của ba người đều đúng y như lời bình của Đàm Thận Huy.
Tác phẩm tiêu biểu của ông còn để lại cho đời là Mặc Trai thi tập (默齋詩集); bao gồm:
- Phụng hoạ Ngự chế Quỳnh uyển cửu ca: hoạ đủ 9 bài.
- Chùm thơ ba bài:

1. Phụng hoạ Ngự chế: Tư gia tướng sĩ.
2. Phụng hoạ Ngự chế: Lục vân động.
3. Phụng hoạ Ngự chế: Anh tài tử.

- Sĩ hoạn châm quy.

| 奉和御製英才子 ... 古今英俊寵榮新， 茂展才攸輔聖君。 太白詩成詞治鬼， 相如賦就氣淩雲。 策勳益壯吞牛志， 健筆爭揮吐鳳文。 旨捍小臣陪誦託， 誓將實學答華勳 | Phụng hoạ ngự chế "Anh tài tử" ... Cổ kim anh tuấn sủng vinh tân, Mậu triển tài du phụ thánh nhân. Thái Bạch thi thành từ trị quỷ, Tương Như phú tựu khí lăng vân. Sách huân ích tráng thôn ngưu chí, Kiện bút tranh huy thổ phượng văn. Chỉ hãn tiểu thần bồi tụng thác, Thệ tương thực học đáp hoa huân. | Dịch nghĩa ... Các bậc anh tuấn xưa nay được sủng ái, ân vinh mới, Là do đem hết tài năng giúp dập nhà vua. Thơ Lý Bạch làm thành, lời trấn trị quỷ thần, Phú Tương Như làm xong, khí phách vượt tầng mây. Công lao với sách vở, chí khí nuốt trâu thêm khoẻ, Ngọn bút khỏe khoắn, lời văn nhả phượng đua tuôn. Tiểu thần được cầm bút bồi tòng xa giá, Thề đem thực học đáp đền nhà vua. |

## Gia quyến
Em trai Đàm Thận Huy là Đàm Thận Giản đỗ Hoàng giáp khoa Kỷ Mùi (1499) đời Lê Hiến Tông, làm quan đến Công bộ Thượng thư. Sau con trai Đàm Thận Giản là Đàm Cư, 30 tuổi cũng đỗ Hoàng giáp khoa Mậu Tuất, niên hiệu Đại Chính thứ 5 (1538), làm quan trải Lục bộ Thượng thư, tước Thế quận công (勢郡公), tham dự triều chính.
Đàm Thận Huy có vợ là Nghiêm thị, người làng Quan Độ, cách làng Hương Mặc khoảng một cây số. Bà là em gái của Tiến sĩ Hoàng giáp Nghiêm Ích Khiêm (1459-1499), đồng khoa với cụ Đàm Thận Huy. Sau khi mất, bà được tặng thụy là Từ Thuận phu nhân (慈順夫人). Chuyện kể, khi vinh quy bái tổ, Đàm Thận Huy có đi cùng đường với tiến sĩ Nghiêm Ích Khiêm, người xã Lan Độ (nay là Quan Độ). Khi được Ích Khiêm hỏi: "Chẳng hay hiền hữu đã có ngưởi sửa túi nâng khăn chưa?", Thận Huy cười đáp: "Thưa thân huynh, đệ vẫn còn phòng không đón khách!". Ích Khiêm tiếp lời: "Tôi có cô em gái hiền lành lắm, nếu hiền hữu bằng lòng thì tôi xin gả", Thận Huy đáp: "Nếu được như vậy thì đệ quả là diễm phúc", rồi sau đó Đàm Thận Huy đẹp duyên kim cải với em gái Nghiêm Ích Khiêm.
Cháu đời thứ sáu của Đàm Thận Huy là Đàm Công Hiệu (1652-1721), đỗ Khoa Sĩ vọng năm 1684, sau được tiến cử vào trong Vương phủ giảng sách cho Chúa Trịnh, được phong Lễ bộ Thượng thư, tham dự triều chính, Thiếu bảo, tước Nghĩa Quận công (義郡公).
Con rể Bảng nhãn Nguyễn Chiêu Huấn (阮昭訓) (?-?), đỗ năm 1514 tức năm Hồng Thuận thứ 4 đời vua Lê Tương Dực. Người làng Yên Phụ tổng Hương La. Nay là xã Yên Phụ huyện Yên Phong.

## Tiết nghĩa từ
Năm Bính Ngọ (1666), triều vua Lê Huyền Tông đời Lê Trung Hưng, theo lời tâu của Tham tụng Phạm Công Trứ, triều đình tuyên dương 13 công thần tiết nghĩa đời Chiêu Tông, trong đó đã nêu rõ khí tiết và công của ông, phong ông là Tiết nghĩa Đại Vương, ban thuỵ là Trung Hiến. Triều đình còn xếp ông vào hàng kiệt tiết, dực vận tán trị công thần, đặc tiến kim tử vinh lộc đại phu, tước phong Thiếu bảo, Lâm xuyên hầu, được gia tặng: "Tráng tiết đôn nghĩa minh di trợ hoá quang ý trắc vĩ dực bảo trung hưng thượng đẳng thần" và cho dân lập đền thờ ở làng Hương Mạc, đặt tên là "Tiết nghĩa từ", lệnh cho quan huyện hàng năm, mùa xuân, mùa thu phải đến tế. Từ đó, trải các triều đều có sắc phong tặng.
Năm 1670, vua Huyền Tông cho dựng bia đá ghi rõ tài năng, đức độ của ông.
Trước nhà thờ khắc một bài thơ vịnh sử của vua Tự Đức rằng: 
騷壇四七列群星 
生有才名死有靈 
偽敕追襃何處往 
中涂鬼化以熒熒 
Tao Đàn tứ thất liệt quần tinh, 
Sinh hữu tài danh tử hữu linh. 
Nguỵ sắc truy bao hà xứ vãng? 
Trung đồ quỷ hoá dĩ huỳnh huỳnh. 
(Ông là một trong hai tám vị Tao Đàn, xếp trong bầy sao, 
Sống nổi tiếng hiền tài, chết linh thiêng. 
Sắc truy phong của Nguỵ (Mạc) đi đằng nào? 
Giữa đường, lửa quỷ thần đã rừng rực thiêu cháy.) 
Tại nhà thờ họ Đàm Thận hiện còn giữ được 15 đạo sắc phong. Đàm Thận Huy được các triều gia phong là: "Toàn đức tuý hạnh cẩn tiết chính dung phù nguy chửng hoán đại vương". Ngày nay, ở Thành phố Bắc Giang có một đường phố mang tên Đàm Thận Huy. Còn tại đền thờ Đàm Thận Huy ở thôn Vòng (Yên Thế) có đôi câu đối ca ngợi ông như sau: 
統領黎朝靈不死 
安城譚相懔如生 
Thống lĩnh Lê triều linh bất tử, 
Yên Thành Đàm tướng lẫm như sinh. 
(Thống lĩnh Lê triều linh chẳng mất, 
Yên Thành Đàm tướng phách như còn.) .
Năm 1949, do yêu cầu tiêu thổ kháng chiến chống Pháp nên phải tháo gỡ đền đi dấu và phân tán trong rừng. Năm 1962, Nhà nước Việt Nam Dân chủ Cộng hoà chỉ thị khôi phục lại đền Tiết Nghĩa Từ trên nền móng cũ. Năm 1999, bộ Văn hoá Việt Nam đã xuất ra kinh phí rất lớn để trùng tu lại Tiết Nghĩa Từ. Hiện nay trong đền thờ ông vẫn còn nhiều tài liệu, hiện vật có giá trị lịch sử, văn hoá, nghệ thuật. Tiết Nghĩa Từ đã được bộ Văn hoá Thông tin xếp hạng là di tích lịch sử danh nhân văn hoá theo quyết định số 28/BVN ngày 28 tháng 1 năm 1988.
Gia quyến Đàm Thận Huy cũng được dân địa phương lập một đền tôn thờ. Ngôi chùa sau đền gọi là chùa Hoài Âm cũng là để giữ một ý tưởng ôm ấp nhớ về một kỷ niệm đẹp đẽ của hai cô gái họ Đàm trên đất này.